# 梶原景宗
梶原 景宗（かじわら かげむね、生没年不詳）は、安土桃山時代の武将。後北条氏の家臣。通称は備前守。

## 概要
紀伊国の出身であったが、水軍の指揮に長けたことを北条氏康に見込まれて、その家臣となり伊豆水軍を率いた。里見氏や武田氏との戦いでは、水軍を率いて活躍したと言われている。『北条記』では「海賊」と記されている。三浦浄心『北条五代記』では、「船大将の頭」と記されている。また、近年では伊勢湾沿岸と関東地方を結ぶ交易商人としての側面が指摘されている（北条家臣安藤良整と共に多くの商業関連の文書に連署している事からも窺える）。
天正18年（1590年）、豊臣秀吉の小田原征伐で水軍を率い、当初は下田城の防衛の予定であったが小田原沖の防衛の任にあたる。戦後、北条氏直とともに高野山に赴いた。
氏直の死後は紀伊に土着したとも伝わる。文書上、最後に動向が確認できるのは天正19年（1591年）に北条氏直が景宗から贈呈された鯖50匹に対する返礼。